# Morpho erica
Morpho erica är en fjärilsart som beskrevs av Hans Fruhstorfer. Morpho erica ingår i släktet Morpho och familjen praktfjärilar. Inga underarter finns listade i Catalogue of Life.